# Escudo de armas de Espita
El escudo de la villa de Espita es uno de los símbolos que representan a esta localidad yucateca. En el escudo se muestra gráficamente la historia y economía del lugar.

## Historia
El 29 de abril de 1852, a raíz de haberse erigido en villa, las autoridades municipales decidieron dotar a la localidad de un escudo de armas oficial.

## Características
El cuerpo del escudo de Espita es de contorno regular, siendo éste un triángulo equilátero que se encuentra dividido en tres cuarteles. En la franja izquierda se encuentran cuatro cañas de azúcar, mientras que en la franja derecha, cuatro plantas de maíz, ambas con un fondo de color azul celeste; estas representan la vocación agrícola que tuvieron las haciendas asentadas en los alrededores. En la franja central se encuentran cinco tablas de madera apiladas con un fondo amarillo. El significado del escudo es una representación de las actividades económicas más importantes que la villa tenía en el contexto estatal. Como ornamento se puede apreciar, en la parte inferior, una cinta de plata con la leyenda “Villa de Espita” que es el nombre y la categoría histórica de la localidad.